# Charles Cumming
Pour les articles homonymes, voir Cumming.
Charles Cumming, né le 5 avril 1971 à Ayr, en Écosse, est un écrivain britannique de romans d'espionnage. Depuis la publication de La partie espagnole, il est considéré comme un nouveau John le Carré ou Len Deighton.

## Biographie
Fils de Ian Cumming (né en 1938) et de Caroline (Ramsay) Pilkington (née en 1943), Charles Cumming a été scolarisé à l'école de Ludgrove (1979-1984), dans le Berkshire, puis au Eton College (1985-1989). Il étudie ensuite à l'université d'Édimbourg (1990-1994) dont il sort diplômé en littérature anglaise avec mention très bien.
À l'été 1995, Charles Cumming est approché par le Secret Intelligence Service dont il suit pendant six mois la formation avant d'abandonner.
En 1996, Charles Cumming s'installe à Montréal où il commence la rédaction de son premier roman, A Spy by Nature qui est publié par Penguin Books en 1999. Ce roman, et notamment sa première partie qui décrit le recrutement du héros, Alec Milius, par le MI6, serait pour partie inspiré de l'expérience personnelle de l'auteur. Dans la deuxième partie du roman, Alec Milius, qui n'a finalement pas intégré le MI6, est tout de même employé par cette agence pour infiltrer une compagnie pétrolière et transmettre de fausses informations à la Central Intelligence Agency ou CIA sur des gisements en mer Caspienne.
En août 2001, Charles Cumming s'installe à Madrid avec sa femme, Melissa. Il entame alors la rédaction de son second roman, The Hidden Man, qui est publié en 2003. Dans ce roman, deux frères, Mark et Benjamin Keen, enquêtent sur la mort de leur père, Christopher, agent pour le MI6, peut-être assassiné par la mafia russe à Londres. Ce faisant, les fils prennent conscience du jeu dangereux joué par les Britanniques -et les Américains- dans la tentative de manipulation des moudjahidines contre l'occupant soviétique pendant la première guerre d'Afghanistan, ce qui peut expliquer en retour le 11 septembre 2001.
Revenu s'installer au Royaume-Uni en 2005, dans un quartier à l'ouest de Londres, Charles Cumming publie son troisième roman: La partie espagnole (The Spanish Game, 2006, publié en France en 2008). Le lecteur retrouve Alec Milius, l'anti-héros d'A Spy by Nature, six ans plus tard, exilé clandestinement dans la capitale espagnole. Devenu paranoïaque vis-à-vis du MI6 et de la CIA, mais toujours quémandeur de reconnaissance officielle, Alec Milius se retrouve impliqué dans la lutte que se livrent le mouvement séparatiste basque ETA et le gouvernement conservateur espagnol. Ce roman est selon le Times le sixième meilleur roman d'espionnage de tous les temps, juste après La Taupe de John le Carré.
Traîtrises (Typhoon, 2008, publié en France en 2009) est le quatrième roman de Charles Cumming. L'intrigue prend place à Hong Kong en 1997, quand la souveraineté du territoire est rétrocédée du Royaume-Uni à la Chine, et se poursuit au présent à Shanghai. Sur fond de préparation des jeux olympiques à Pékin et d'une opération de déstabilisation menée par la CIA, est abordée la situation critique des Ouighours, population musulmane du Xinjiang.
Charles Cumming a publié en mars 2007 une intrigue interactive en ligne, The 21 Steps, où le lecteur peut suivre le parcours du héros sur Google Maps.

## À venir
L'auteur envisageant les aventures d'Alec Milius comme une trilogie, une suite est prévue, qui se déroulerait aux États-Unis.

## Œuvre

### SérieAlec Milius
- A Spy by Nature, 1999 (non encore traduit en français)
- La Partie espagnole (The Spanish Game, 2006), traduit de l'anglais par Johan-Frédérik Hel Guedj, Éditions du Masque, Paris, 2008, 478 pages.  (ISBN 2702432832)

### SérieThomas Kell
- A Foreign Country (2012),  (ISBN 0-00-733783-3)
- A Colder War (2014)
- A Divided Spy (2017)

### Autres romans
- The Hidden Man, 2003 (non encore traduit en français);
- Traîtrises (Typhoon, 2008), traduit de l'anglais par Johan-Frédérik Hel Guedj, Éditions du Masque, Paris, 2009, 408 pages.  (ISBN 2702434347).
- The Trinity Six (2011),  (ISBN 0-312-67529-1)
- The Man Between (2018) (autre titre The Moroccan Girl (2019))
- Box 88 (2020)
- Judas 62 (2021)

### Cinéma
- 2023 : Mayday (Plane) de Jean-François Richet

## Prix et distinctions
- Prix CWA Ian Fleming Steel Dagger 2012 pour A Foreign Country